# 森川重俊
森川 重俊（もりかわ しげとし）は、下総生実藩の初代藩主。江戸幕府の老中である。

## 生涯
天正12年（1584年）、森川氏俊の三男として生まれた。
慶長2年（1597年）、徳川秀忠の近習となる。慶長5年（1600年）の関ヶ原の戦いでは秀忠軍に属して、信濃上田城にて真田昌幸と戦った。慶長14年（1609年）に下野国内に3000石を与えられる。しかし慶長19年（1614年）、大久保忠隣の改易に伴い、忠隣の養女（実は姪、大久保忠世の外孫）を娶っていたことから連座して改易となり、酒井家次に身柄を預けられた。
慶長20年（1615年）、大坂夏の陣において酒井家次に属して出陣して武功を挙げたため、赦免および再登用され、秀忠の近習として復帰した。寛永4年（1627年）に下総生実藩を中心に下総・上総・相模国内で1万石を与えられ、その初代藩主となった。寛永8年（1631年）に老中となった。
寛永9年（1632年）1月24日に秀忠が死去すると、翌25日にその後を追って自害した。殉死した理由は、秀忠より衆道の寵愛を蒙ったことはもとより、親秀忠、親忠長派であったことから、後継者である家光より改易される事を恐れたためでもあると言われている。享年49。
正室との間に3男3女がおり、長男である重政が跡を継いだ。
墓所は千葉市の重俊院にある（森川家累代の墓碑、市指定文化財）。

## 系譜
父母
- 森川氏俊（父）
- 大村氏 ー 側室（母）

正室
- 大久保忠隣の養女、設楽貞清の娘

子女
- 森川重政（長男）生母は正室
- 森川重名（次男）
- 森川重頼（三男）
- 溝口宣直継室
- 坂部広利室
- 服部正勝室